# Ecliptica Tour
Ecliptica Tour fue la primera gira realizada por el grupo finlandés Sonata Arctica junto a Rhapsody of Fire, los dos como abridores del grupo de power metal Stratovarius en su gira europea durante siete semanas. Esta gira los llevó a tocar por primera vez fuera de Finlandia. Comenzó el 8 de agosto de 1999 y terminó el 30 de junio de 2000. Se desarrolló para presentar su primer disco, que se titula Ecliptica, y salió el 9 de septiembre de 1999, en las fechas posteriores a los conciertos previos al lanzamiento de este disco. Recorrieron toda Finlandia y luego salieron de gira por el mundo presentando este disco, durante los primeros meses del 2000. Es la primera gira con Tony Kakko como cantante de la banda. La gira duró casi un año. Luego de haber finalizado, la banda se metió a los estudios a grabar el sucesor, que se titula Silence.

## Conciertos previos, lanzamiento del disco, gira y otros conciertos

### 1999
El 8 de agosto comienza su gira, que tuvo lugar en Adams de Helsinki. El 21 tocaron en Tavastia, también en la capital finlandesa. El 9 de septiembre, en las fechas posteriores, sale Ecliptica, el primer disco en la trayectoria extensa de la banda. Tocan luego en Jesperi el 11 de diciembre, en Nuorisotalo el 17 de diciembre, en NS-talo el 18 de diciembre y en Tuiskula el 26 de diciembre, despidiendo así su primer año de carrera.

### 2000
Comienzan un nuevo año de vida tocando el 14, 15 y 21 de enero en Urheirutalo, Lallintalo y Lutakko, para luego dar un concierto el 22 de enero en Nosturi, en su regreso a la capital finlandesa.  El 18 de febrero, la banda regresó a Tavastia. Siguen de gira por el país los días 19, 25 y 26 de febrero, cuyos conciertos tuvieron lugar en Kerubi, Urheirutalo y Domino. El 2 y 3 de marzo hacen de la partida en Amarillo y Nuorisoseura, mientras que el 4 de marzo tocan en Mietaan Nuorisotalo. Un mes después, es decir los días 4 y 5 de abril, la banda se dirige a Suecia para tocar en Folkets Park y en Klubben/Fryshuset. El 6 de abril partieron hacia Noruega para tocar en el Custom Rock Bar, de la capital de dicho país. El 7 de abril, la banda regresó a Suecia para brindar un recital en Kåren. Al día siguiente (8 de abril), el grupo se fue a Dinamarca, dando un concierto en Vega, de Copenhague. Los días 9, 11, 12, 13 y 14 de abril dan 5 conciertos más: 4 en Alemania y uno en Bélgica. El 15 y 16 de abril la banda toca en Países Bajos, dando así dos conciertos a lleno total en Podium y Poppodium' de Hardenberg y Tilburgo. 
Regresaron a Alemania los días 18 y 19 de abril, tocando en Stuttgart y Múnich. El 22 de abril tocaron en Austria, en un show que tuvo lugar en el Planet Music de la capital austríaca. El 23 de abril tocan en Budapest, y el 25 vuelven a tocar en Austria. El recital tuvo lugar en Rockhouse de Salzburgo. El 26, 27 y 28 de abril, la banda da tres shows en Italia. Se desarrollaron en Florencia, Roma y Milán, y las sedes para los conciertos tuvieron lugar en Tenax, Palacisalfa y Palalido, para luego despegar hacia Suiza el 29 de abril, en un concierto que se realizó en la Z7 Konzertfabrik. El 1 de mayo, la banda toca por primera vez en Francia. El recital se hizo en Le Bikini de Toulouse. Dos días después, la banda llega a España, y la sede de este debut fue La Riviera de Madrid. Luego tocan en Portugal el 4 de mayo, y el show se realizó en Hard Rock de Oporto. Luego regresaron a España para tocar los días 5, 6 y 7 de mayo en San Sebastián, Barcelona y Valencia. Entre el 9 y el 14 de mayo tocan en Marsella, Nantes, París, Villeurbanne y Lille. Los shows se desarrollaron en Le Moulin, L'Olympic, Élysée Montmartre, Transbordeur y Le Splendid. Volvieron por tercera vez a Alemania, con conciertos entre el 16 y 18 de mayo. Entre el 2 y 30 de junio dieron 8 shows en Finlandia, ya de regreso termina la gira. 
Comienzan otro año tocando en Hululu Poro el 26 y 27 de enero. El 16 de febrero la banda da un recital en Lumilinna, recinto situado en donde se formaron. El 6 y 7 de mayo dan dos shows: Uno en Oulu y el otro en Helsinki, y el 29 de junio regresan a Francia para tocar en Virgin Megastore.

## Setlist[1]
1. Destruction Preventer
2. FullMoon
3. My Land
4. Replica
5. Kingdom for a Heart
6. UnOpened

## Fechas de la gira
| Fecha                   | Ciudad     | País      | Recinto     |
| ----------------------- | ---------- | --------- | ----------- |
| Europa                  |            |           |             |
| 8 de agosto de 1999     | Helsinki   | Finlandia | Adams Disco |
| 21 de agosto de 1999    | Helsinki   | Finlandia | Tavastia    |
| 11 de diciembre de 1999 | Tornio     | Finlandia | Jesperi     |
| 17 de diciembre de 1999 | Viitasaari | Finlandia | Nuorisotalo |
| 18 de diciembre de 1999 | Alavus     | Finlandia | NS-talo     |
| 26 de diciembre de 1999 | Nivala     | Finlandia | Tuiskula    |
| 14 de enero de 2000     | Kauhajoki  | Finlandia | Urheirutalo |
| 15 de enero de 2000     | Köyliö     | Finlandia | Lallintalo  |

- 08/08/1999 - Adams, Helsinki
- 21/08/1999 - Tavastia, Helsinki
- 11/12/1999 - Jesperi, Tornio
- 17/12/1999 - Nuorisotalo, Viitasaari
- 18/12/1999 - NS-talo, Alavus
- 26/12/1999 - Tuiskula, Nivala
- 14/01/2000 - Urheilutalo, Kauhajoki
- 15/01/2000 - Lallintalo, Köyliö
- 21/01/2000 - Lutakko, Jyväskylä
- 22/01/2000 - Nosturi, Helsinki
- 18/02/2000 - Tavastia, Helsinki
- 19/02/2000 - Kerubi, Joensuu
- 25/02/2000 - Urheilutalo, Virrat
- 26/02/2000 - Domino, Kajaani
- 02/03/2000 - Amarillo, Oulu
- 03/03/2000 - Nuorisoseura, Liminka
- 04/03/2000 - Mietaan Nuorisotalo, Kurikka
- 04/04/2000 - Folkets Park, Motala
- 05/04/2000 - Klubben/Fryshuset, Estocolmo
- 06/04/2000 - Custom Rock Bar, Oslo
- 07/04/2000 - Kåren, Gotenburgo
- 08/04/2000 - Vega, Copenhague
- 09/04/2000 - Docks, Hamburgo
- 11/04/2000 - E-Werk, Colonia
- 12/04/2000 - Zeche, Bochum
- 13/04/2000 - Works, Osnabrück
- 14/04/2000 - Hof Ter Lo, Antwerp
- 15/04/2000 - Podium, Hardenberg
- 16/04/2000 - Poppodium 013, Tilburgo
- 18/04/2000 - LKA Longhorn, Stuttgart
- 19/04/2000 - Georg-Elser-Hallen, Múnich
- 22/04/2000 - Planet Music, Viena
- 23/04/2000 - Petőfi Csarnok, Budapest
- 25/04/2000 - Rockhouse, Salzburgo
- 26/04/2000 - Tenax, Florencia
- 27/04/2000 - Palacisalfa, Roma
- 28/04/2000 - Palalido, Milán
- 29/04/2000 - Z7 Konzertfabrik, Pratteln
- 01/05/2000 - Le Bikini, Toulouse
- 03/05/2000 - La Riviera, Madrid
- 04/05/2000 - Hard Club, Oporto
- 05/05/2000 - Polideportivo Anoeta, San Sebastián
- 06/05/2000 - Sala Zeleste, Barcelona
- 07/05/2000 - Arena Auditorium, Valencia
- 09/05/2000 - Le Moulin, Marsella
- 10/05/2000 - L'Olympic, Nantes
- 11/05/2000 - Élysée Montmartre, París
- 13/05/2000 - Transbordeur, Villeurbanne
- 14/05/2000 - Le Splendid, Lille
- 16/05/2000 - Forum, Núremberg
- 17/05/2000 - Batschkapp, Frankfurt
- 18/05/2000 - Centrum, Erfurt
- 02/06/2000 - Pakkahuone, Tampere
- 03/06/2000 - Halkosaari, Lappajärvi
- 09/06/2000 - Jyrkkäkosky, Pudasjärvi
- 10/06/2000 - Urheilutalo, Kauhajoki
- 15/06/2000 - Tavastia, Helsinki
- 16/06/2000 - Törnävä, Seinäjoki
- 24/06/2000 - Nummijärvi, Kauhajoki
- 30/06/2000 - Corner Inn, Kemi

## Shows que no formaron parte de la gira
- 26/01/2001 - Hullu Poro, Kittilä
- 27/01/2001 - Hullu Poro, Kittilä
- 16/02/2001 - Lumilinna, Kemi
- 06/05/2001 - Formula Center, Oulu
- 07/05/2001 - Jäähali, Helsinki
- 29/06/2001 - Virgin Megastore, París

## Formación durante la gira
- Tony Kakko - Teclado y voz
- Jani Liimatainen - Guitarra
- Janne Kivilahti - Bajo
- Tommy Portimo - Batería